# André Teixeira Lima
André Teixeira Lima (Conchas, 7 de maio de 1902 - Conchas, 17 de novembro de 1987) foi um psiquiatra brasileiro, um dos pioneiros da psiquiatria forense no Estado de São Paulo. Recebeu a honraria post-mortem com a patronímica da cadeira no 103 da augusta Academia de Medicina de São Paulo. Ficou por 30 anos na direção do atual Hospital de Custódia e Tratamento Psiquiátrico Professor André Teixeira Lima.

## Biografia
O Dr. Teixeira Lima, como era chamado, formou-se em medicina em 1926 pela Faculdade de Medicina e Cirurgia de São Paulo. Cuidou de psicopatas a pedido de Antonio Carlos Pacheco e Silva, diretor do Hospital Juqueri. Com a fundação do Manicômio Judiciário de São Paulo, Teixeira Lima foi nomeado para ser diretor desta instituição. Sendo assim os 104 pacientes que eram tratados foram transferidos para o novo manicômio em 31 de dezembro de 1933.
Tratou do executor do Crime do Horto Florestal, que ocorreu em 1926. No laudo desse criminoso o psiquiatra o diagnosticou como sendo um alienado de periculosidade latente.
Teixeira Lima também deu aulas de clínica psiquiátrica e psicologia médica do Departamento de Medicina da Faculdade de Medicina de Sorocaba da Pontifícia Universidade Católica, por 30 anos. Tornou-se professor titular em 1981.
Dr. André Teixeira Lima faleceu em 17 de novembro de 1987, vítima de complicações de uma tuberculose, aos 85 anos.